# Wales, South Yorkshire
Wales är en ort och civil parish i Rotherham i Storbritannien. Den ligger i grevskapet South Yorkshire och riksdelen England, i den sydöstra delen av landet, 220 km norr om huvudstaden London. Wales ligger 110 meter över havet och antalet invånare är 5 956.
Terrängen runt Wales är platt. Runt Wales är det tätbefolkat, med 442 invånare per kvadratkilometer. Närmaste större samhälle är Sheffield, 13,1 km väster om Wales. Trakten runt Wales består till största delen av jordbruksmark.